# لوخان د کوجو
لوخان د کوجو (به اسپانیایی: Luján de Cuyo) یک منطقهٔ مسکونی در آرژانتین است که در شهرستان لوخان د کوجو واقع شده‌است. لوخان د کوجو ۷۳٬۰۵۸ نفر جمعیت دارد.

## شراب
لوخان د کوجو نخستین منطقه مشخص‌شده برای تولید شراب بود که در سال 1993 توسط سازمان بین‌المللی انگور و شراب به رسمیت شناخته شد.
این منطقه در بالای دره مندوزا واقع شده است، جایی که رودخانه در نیمه مسیر خود از کوه‌های آند تا دشت‌های شرقی قرار دارد. بسیاری از تاکستان‌های لوخان دِ کویو در ارتفاعات حدود 1000 متر  قرار دارند. مالبک به‌ویژه در لوخان دِ کویو موفق است، اما این منطقه همچنین شراب‌های خوب کابِرنِت ساوینیون، شارداونه و تورونتِس نیز تولید می‌کند. اکثریت تاکستان‌ها بر روی خاک‌های آبرفتی قرار دارند؛ سطوح شنی یا سنگی روی بستر خاکی رسی.